# Prisons de Mount Eden
Mount Eden Prisons
Les prisons de Mount Eden (en anglais : Mount Eden Prisons) sont deux établissements pénitentiaires néo-zélandais distincts mais construits sur un même situé situés à Mount Eden, dans la banlieue d'Auckland, dans la région du même nom. Les deux établissements constituant les prisons sont la prison de Mount Eden (en anglais : Mount Eden Prison ou parfois Mount Eden Gaol) et l'établissement correctionnel de Mount Eden (en anglais : Mount Eden Corrections Facility).

## La première prison «historique»

### Origines et construction
La première prison du Mont Eden était à l'origine une prison militaire (en) (En anglais : stockade (en) - litt. « une enceinte de palissades ») construite en 1856.
L'établissement devient la prison principale d'Auckland lorsque l'ancienne prison de la ville située au coin des rues Queen et Victoria est démolie en 1865. Le mur de pierre et les fondations sont achevés en 1872, la construction proprement dite débute en 1882 et s'achève en 1917.
La prison est conçue par l'architecte Pierre Finch Martineau Burrows et ressemble à la prison de Dartmoor en Angleterre. Destinée à accueillir 220 prisonniers, la prison comporte des ailes qui rayonnent depuis le centre comme les rayons d'une roue. 
Les premiers prisonniers sont utilisés comme ouvriers afin d'extraire des pierres destinées à la construction de routes autour d'Auckland, ces pierres étant issues de carrières situées près du volcan Maungawhau/Mount Eden  de l'Auckland Grammar School, et c'est ainsi que la prison a obtenu le surnom familier de « Rock College ». Certaines légendes racontent également que les premiers prisonniers et/ou les détenus de longue date de la prison se faisaient tatouer des murs de briques sur le dos, une brique pour chacune des années d'incarcération.

### Histoire

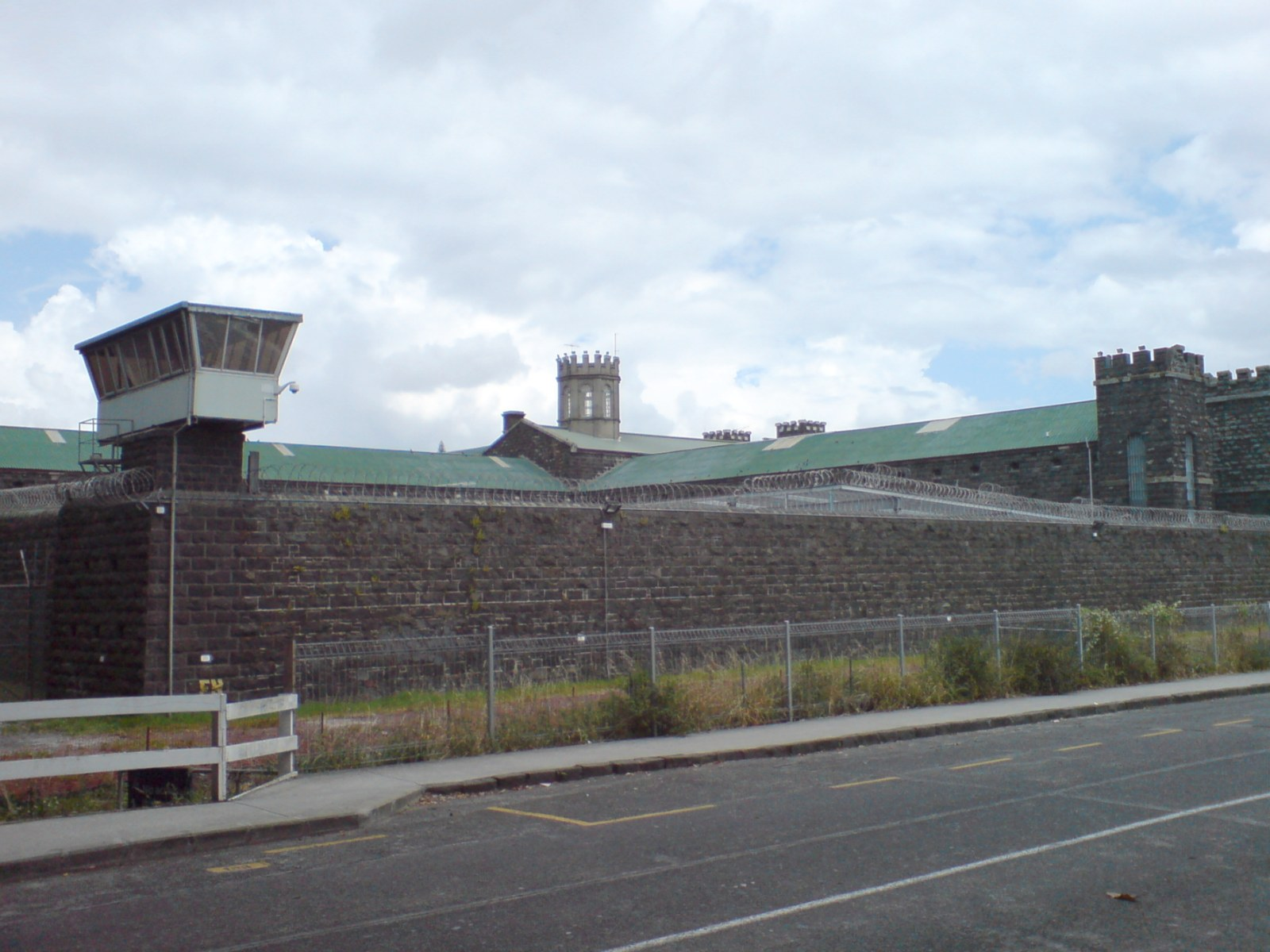
Vue extérieure de l'ancienne prison.

La prison fut un lieu d'exéction et ce fut le site de la dernière exécution ayant eu lie en Nouvelle-Zélande, en 1957, lorsque Walter James Bolton (en) fut pendu pour avoir empoisonné sa femme Beatrice,.
Il y eut peu d'évasions, mais une chanson fut néanmoins écrite sur un évadé célèbre nommé George Wilder (en), qui parvient à s'évader en 1963,et resta en liberté pendant 172 jours au cours desquels il a parcouru 2 610 km et commis pas moins de 40 crimes. La chanson « Speedy Gonzales » de Pat Boone fut ainsi réécrite par le Howard Morrison Quartet (en) pour retracer cet événement et est devenue « George The Wilder Colonial Boy ».
Une émeute majeure eut lieu les 20 et 21 juillet 1965 durant laquelle les prisonniers se sont révoltés pendant 33 heures après qu'un gardien ait pu intercepter deux prisonniers qui tentaient de s'évader. La situation a nécessité l'intervention de soldats issus du Special Air Service néo-zélandais et d'artilleurs de l'armée néo-zélandaise afin d'aider à apaiser le chaos et renforcer le personnel des services correctionnels et les officiers de police néo-zélandais,,. Le chaos s'est ensuivi lorsque les prisonniers ont brûlé une grande partie de la prison, y compris les registres de la prison. L'émeute a été un événement marquant pour les élèves et le personnel des deux écoles secondaires de garçons voisines, le St Peter's College et l'Auckland Grammar School.
L'ancienne prison a été classée « Catégorie I » par Heritage New Zealand.

## L'établissement correctionnel de Mount Eden
En juillet 2000, l'ancienne prison reste placée sous la responsabilité du Department of Corrections de Nouvelle-Zélande (en) tandis qu'un nouveau bâtiment est construit et confié en gestion à la société Australasian Correctional Management (en) (qui sera connu plus tard sous le nom de Global Expertise in Outsourcing NZ Ltd).
Cette nouvelle prison devient ainsi la première prison privée de Nouvelle-Zélande sous le nom de  centre de détention provisoire d'Auckland Central (en anglais : Auckland Central Remand Prison).
Mais le Parti travailliste revient sur le principe de la privatisation des prisons et, en juillet 2005, replace la prison sous la responsabilité du Department of Corrections de Nouvelle-Zélande (en).

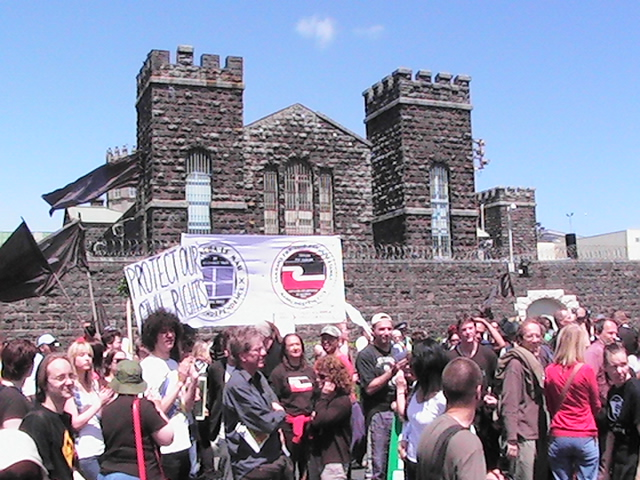
Les prisons ont été le théâtre de plusieurs manifestations. Sur la photo, une manifestation qui a eu lieu en octobre 2007 à la suite des récentes descentes de police.

En juin 2007, il a été annoncé qu'un nouveau bâtiment pénitentiaire de six étages et un bloc d'hébergement de quatre étages seraient construits sur le côté sud de du centre de détention provisoire d'ici 2011, augmentant sa capacité d'accueil de 45 places. À la suite de ces nouveaux travaux de construction, le centre de détention provisoire d'Auckland Central et ces nouveaux bâtiments fusionnent en un nouvel établissement nommé établissement correctionnel de Mount Eden (en anglais : Mount Eden Corrections Facility). Il était prévu que l'ancienne prison de Mount Eden soit transformée en bâtiment administratif du fait de son classement patrimonial mais ce projet est pour l'instant resté en sommeil.
Les travaux du nouveau établissement correctionnel comprenait l'ajout d'une guérite sécurisée, d'un centre d'accueil et d'un parking à plusieurs niveaux. Des tunnels relient les différentes sections. Les barbelés placés autour du complexe ont disparu et ont été remplacés par des murs hauts et sécurisés. Il y eut quelques critiques concernant la hauteur du nouveau bâtiment de la prison qui, avec sa hauteur de 30 m, est visible depuis le viaduc autoroutier voisin et domine les environs car la hauteur des bâtiments est normalement limitée à 15 m. Parmi les opposants virulents à ce projet figuraient l'ancien maire d'Auckland (en) John Banks (en).
En mai 2010, le gouvernement national (en) décide que la gestion du centre de détention provisoire d'Auckland Central serait à nouveau confiée à une société privée. Le contrat est attribué à la société Serco, une société britannique qui gère des prisons dans plusieurs pays.
Le 16 juillet 2015, des images de « fight clubs » au sein de la prison sont mises en ligne et sont rapportées par TVNZ. Serco est alors fortement critiqué pour n'avoir enquêté qu'après la projection des images. Le 24 juillet 2015, le contrat de gestion de la prison de Mount Eden avec la société Serco est révoqué et l'exploitation a été confiée au Department of Corrections de Nouvelle-Zélande (en). Serco a été condamné à payer 8 millions de dollars au gouvernement néo-zélandais à la suite des incidents survenus à la prison de Mount Eden.

## Détenus notables
- Roy Courlander (en), collaborateur anglo-nazi
- Robert Wallath (en) (1874 – 1960), bandit de grands chemins de New Plymouth[18]
- George Wilder (en)
- Juliet Hulme (alias Anne Perry), reconnue coupable du meurtre d'Honorah Parker dans l'affaire du meurtre de Parker-Hulme
- Kim Dotcom (née Kim Schmitz), fondatrice du service d'hébergement de fichiers Megaupload, aujourd'hui disparu, et d'un autre service de cloud appelé Mega [19]
- Christopher John Lewis, qui a tenté d'assassiner la reine Elizabeth II en 1981.
- Walter James Bolton (en), exécuté en 1957 pour le meurtre de sa femme et dernier homme pendu en Nouvelle-Zélande.
- Edward Te Whiu (en), exécuté en 1955 pour le meurtre d'une femme âgée lors d'un vol.
- William Alfred Bayly (en), exécuté en 1934 pour le meurtre de deux de ses voisins.
- Brian Tamaki (en)[20]
- Dominique Prieur et Alain Mafart, protagoniste de l'affaire du Rainbow Warrior [21],[22]

## Membre du personnel notable
- Grace Gooder (en) joueuse de cricket néo-zélandaise qui fut infirmière dans l'établissement de 1974 jusqu'à son décès en 1983[23].

#### Prison historique de Mount Eden
- Ressource relative à l'architecture (pour prison de Mount Eden) :   - New Zealand Heritage List
- Notices d'autorité (pour prison de Mount Eden) :   - VIAF
  - LCCN
  - WorldCat
- Prison du Mont Éden
- Photographies de la prison de Mount Eden conservées dans les collections patrimoniales des bibliothèques d'Auckland.

#### Etablissement correctionnel de Mount Eden
- (en) Site officiel

- Etablissement de détention provisoire d'Auckland Central